# Telodeinopus sulcatus
Telodeinopus sulcatus är en mångfotingart som först beskrevs av Voges 1878.  Telodeinopus sulcatus ingår i släktet Telodeinopus och familjen Spirostreptidae. Inga underarter finns listade i Catalogue of Life.